# Lorenzo Unanue
Lorenzo Unanue (Montevideo, 22 marzo 1953) è un ex calciatore uruguaiano, di ruolo centrocampista.

## Carriera

### Club
Ha giocato nella massima serie dei campionati uruguaiano e messicano.

### Nazionale
Dal 1975 al 1979 ha giocato 23 partite con nazionale uruguaiana, prendendo parte alla Copa América 1975 e alla Copa América 1979.

## Palmarès

### Club

#### Competizioni nazionali
- Campionato uruguaiano: 5

Peñarol: 1973, 1974, 1975, 1978, 1979